# المرايا الحارقة

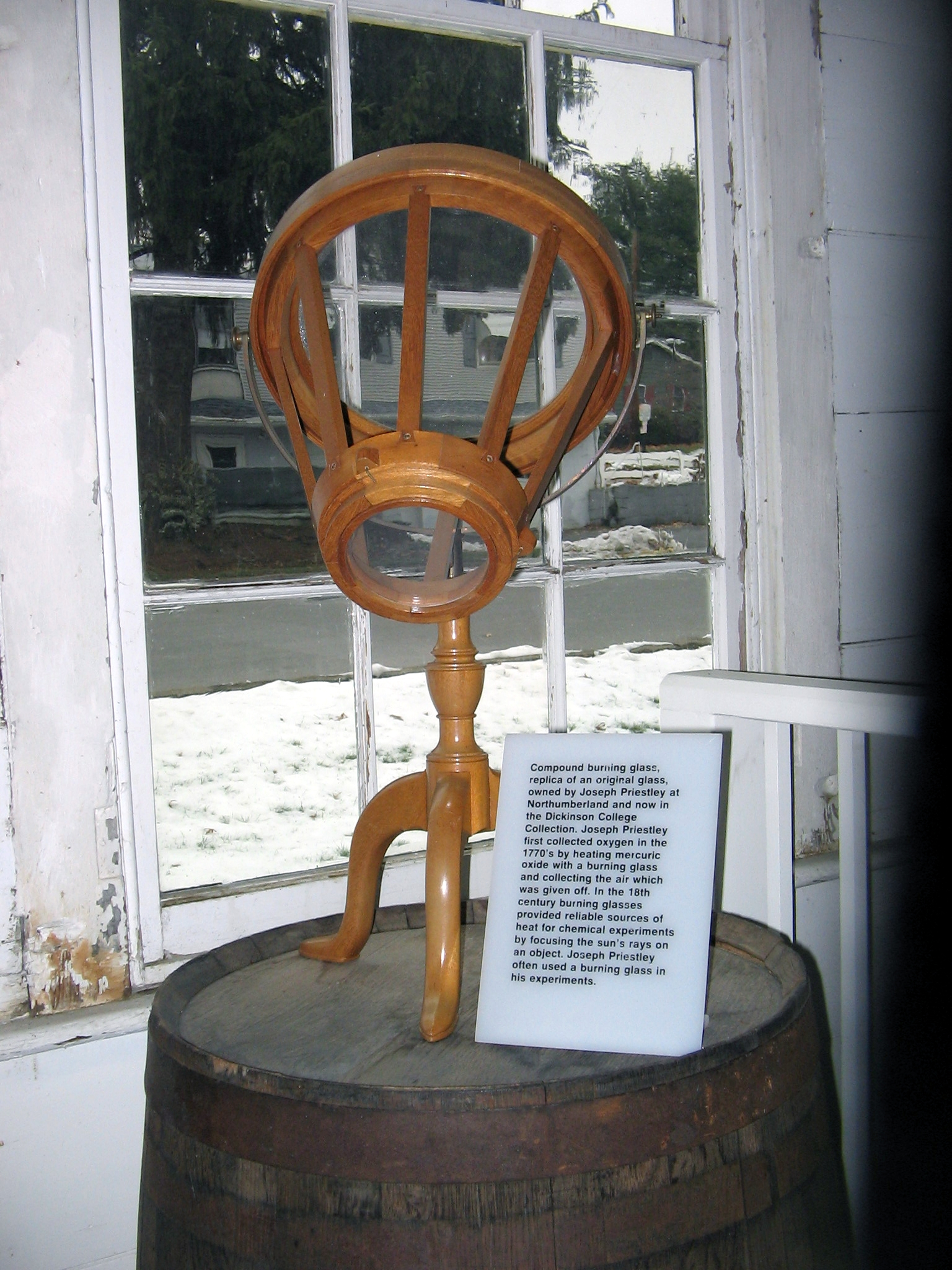
نموذج مصغر للمرايا الحارقة، توجد في معمل الإنجليزي جوزيف بريستلي

المُحرِقة أو العدسة الحارقة أو المِرآة الحَارِقة هي عدسة محدبة كبيرة تستطيع تركيز الأشعة الشمسية في مساحة صغيرة، تقوم بتسخين المنطقة حتى يشتعل السطح المعرض له. تعمل المرايا الحارقة بنفس المبدأ ولها نفس التأثير فتقوم باستخدام الأسطح العاكسة لتركيز الضوء. تم استخدامها في القرن الثامن عشر بأغراض كيميائية كحرق المواد في أوعية زجاجية مغلقة لضمان بقاء البقايا سليمة حتى يتم تحليلها وفحصها. كانت المرايا الحارقة تعتبر اختراع هام ومفيد آنذاك قبل ظهور عصر الكهرباء.

## التاريخ

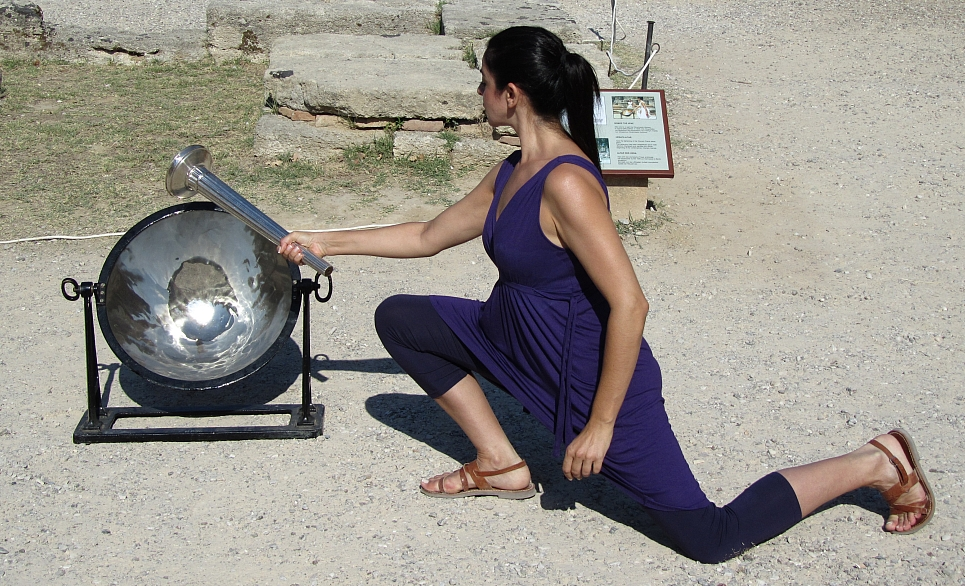
إشعال الشعلة الأولمبية باستخدام المرايا الحارقة

عرفت تقنية الزجاج الحارق منذ العصور القديمة. كانت المزهريات المليئة بالمياه المستخدمة لبدء الحرائق كانت معروفة أيضا في العالم القديم. أستخدمت العدسات الخارقة في كي الجروح ولإضاءة المعابد. أشار بلوتارخ إلى وجود مرايا حارقة مثلثية الشكل موجودة في معبد الفستال. كما ذكر أريستوفان العدسة الحارقة في مسرحيته السحب عام 424 قبل الميلاد.
:«ستريبسياديس. هل رأيتم من قبل أي حجر جميل شفاف في الصيدليات، يستطيع إشعال النار؟»
يجب أن تكون النيران المقدسة في المعابد الكلاسيكية كالشعلة الأولمبية نقية وأتية مباشرة من الآلهة. لذلك استخدموا المرايا والعدسات في تركيز الأشعة الشمسية ولم يستخدموا أي مشعلات غير نقية.
أشيع أن عالم الرياضيات الشهير أرشميدس، استخدم المرايا الحارقة كسلاح في عام 212 قبل الميلاد لحرق سفن الرومانية، عندما كانت سيراكيوز محاصرة من ماركوس كلاوديوس مارسيليوس. على الرغم من ذلك تم السيطرة على المدينة وذبح أرشميدس.

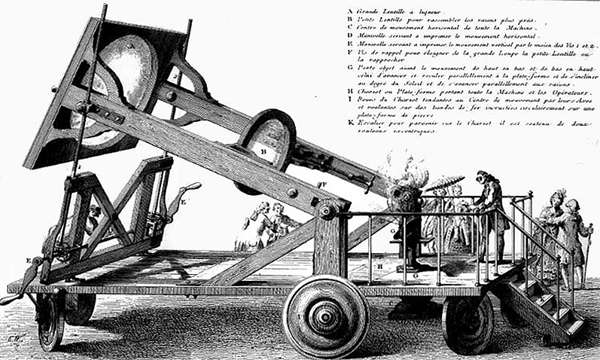
نموذج مصغر للمرايا الحارقة في الأكاديمية الفرنسية للعلوم

سلطت أسطورة أرشميدس قدرا كبيرا من الاهتمام على المرايا الحارقة حتى أواخر القرن السابع عشر. فعمل العديد من الباحثين على تطوير هذه العدسات بما فيهم أنسيموس من أيدين (في القرن السادس الميلادي)، بروكليوس (في القرن السادس الميلادي) الذي دمر أسطول فيتاليان في حصار القسطنطينية، ابن سهل في كتابه عن المرايا والعدسات في القرن العاشر، ابن الهيثم في كتابه المناظر في عام 1021، روجر باكون في القرن الثالث عشر، جيامباتيستا ديلا بورتا وأصدقائه في القرن السادس عشر، أثانيسيوس كيرتشر وغاسبار شوت في القرن السابع عشر، والكونت جورج دي بوفون في عام 1740 في باريس.
حاول البرنامج التلفزيوني للعلوم مدمروا الخرافات (هو برنامج يقوم باستخدام المنهج العلمي لاختبار صحة الشائعات والأخبار المتداولة بالتجربة) إعادة بناء أسطورة أرشميدس للتأكد من صحتها. فحاولوا إشعال قارب خشبي مغطى بالقطران باستخدام مرايا حارقة، لم تحقق التجربة أي نجاح يذكر، صرحوا في نهاية التجربة أنه من الصعب جدا حرق قارب باستخدام مرايا تحمل باليد تركز الضوء على نقطة صغيرة. تم إجراء التجربة مرة أخرى في حلقة لريتشارد هاموند باستخدام مرصد كيك (زجاج عاكس بنفس فكرة عمل مرة أرشميدس). نجحت هذه التجربة في إحراق نموذج خشبي مصغر، بالرغم من أن جودة الأدوات المستخدمة في هذه التجربة أقل من جودة الأدوات المستخدمة في برنامج مدمروا الخرافات.
استخدم جوزيف بريستلي وأنطوان لافوازييه العدسات الحارقة في تجاربهم للحصول على أكاسيد في أوعية مغلقة معرضة لدرجة حرارة عالية. شملت هذه التجارب غاز ثاني أكسيد الكربون أثناء حرق الماس، وأكسيد الزئبق عند حرق الزئبق. ساهم هذا النوع من التجارب في اكتشاف بريستلي لنظرية فلوجيستون، والذي أصبح فيما بعد يعرف بالأكسجين، بعد تجارب لافوازييه.
في عام 1796، أثناء الثورة الفرنسية وبعد ثلاث أعوام من إعلان الحرب بين فرنسا وبريطانيا العظمى، قابل روبرت ايتيان غاسبار الحكومة الفرنسية وإقترح استخدام المرايا الحارقة لحرق سفن البحرية الملكية البريطانية الغازية.ولكنهم قرروا رفض فكرته.
الفصل السابع عشر من كتاب وليام بيتس بعنوان «الكمال البصري دون نظارات» المنشور عام 1920، جادل فيها المؤلف حول هل مراقبة الشمس مفيده للمصابين بضعف البصر، يقوموا فيها بتركيز أشعة الشمس على أعين المريض عن طريق الزجاج الحارق. ولا نحتاج القول، بأن هذا الأمر خطير للغاية ولها أضرار كبيرة على العين.

## الاستخدام الحالي

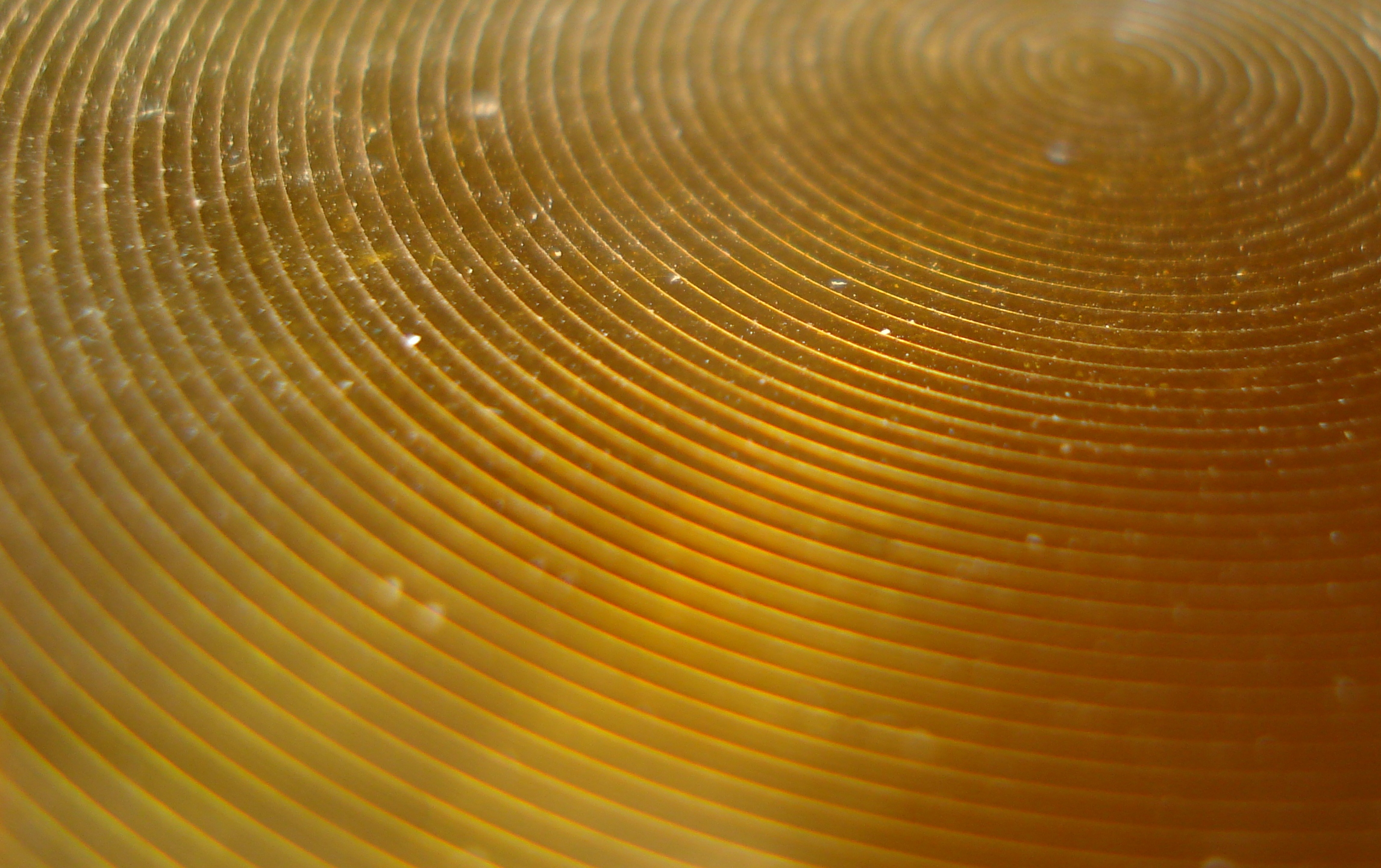
نظرة مقربة على عدسة فينل

ما زال الزجاج الحارق (غالبا ما يسمى بالعدسات الحارقة) يستخدم في إشعال الحرائق خارج المنزل بطرق بدائية. غالبا ما يتم استخدام العدسات الحارقة في المنارات أو كأفران شمسية. والتي تستخدم لتوفير درجة حرارة عالية دون الحاجة إلى وقود أو كهرباء. يتم استخدام مجموعة كبيرة من المرايا (على شكل طوابق) لتركيز الضوء بكثافة عالية.
يتم إشعال الشعلة الأولمبية التي تحمل في ضواحي البلد المضيف للدورة بالزجاج الحارق.